# Marie-Antoinette d'Espagne
Pour les articles homonymes, voir Marie-Antoinette.
Marie-Antoinette-Ferdinande d'Espagne, plus connue sous le nom de Marie-Antoinette d’Espagne, née le 17 novembre 1729 à Séville (Espagne) et morte le 19 septembre 1785 à Moncalieri (Piémont), est une infante d'Espagne, duchesse de Savoie, princesse du Piémont et reine de Sardaigne, épouse de Victor-Amédée III, roi de Sardaigne.

## Biographie

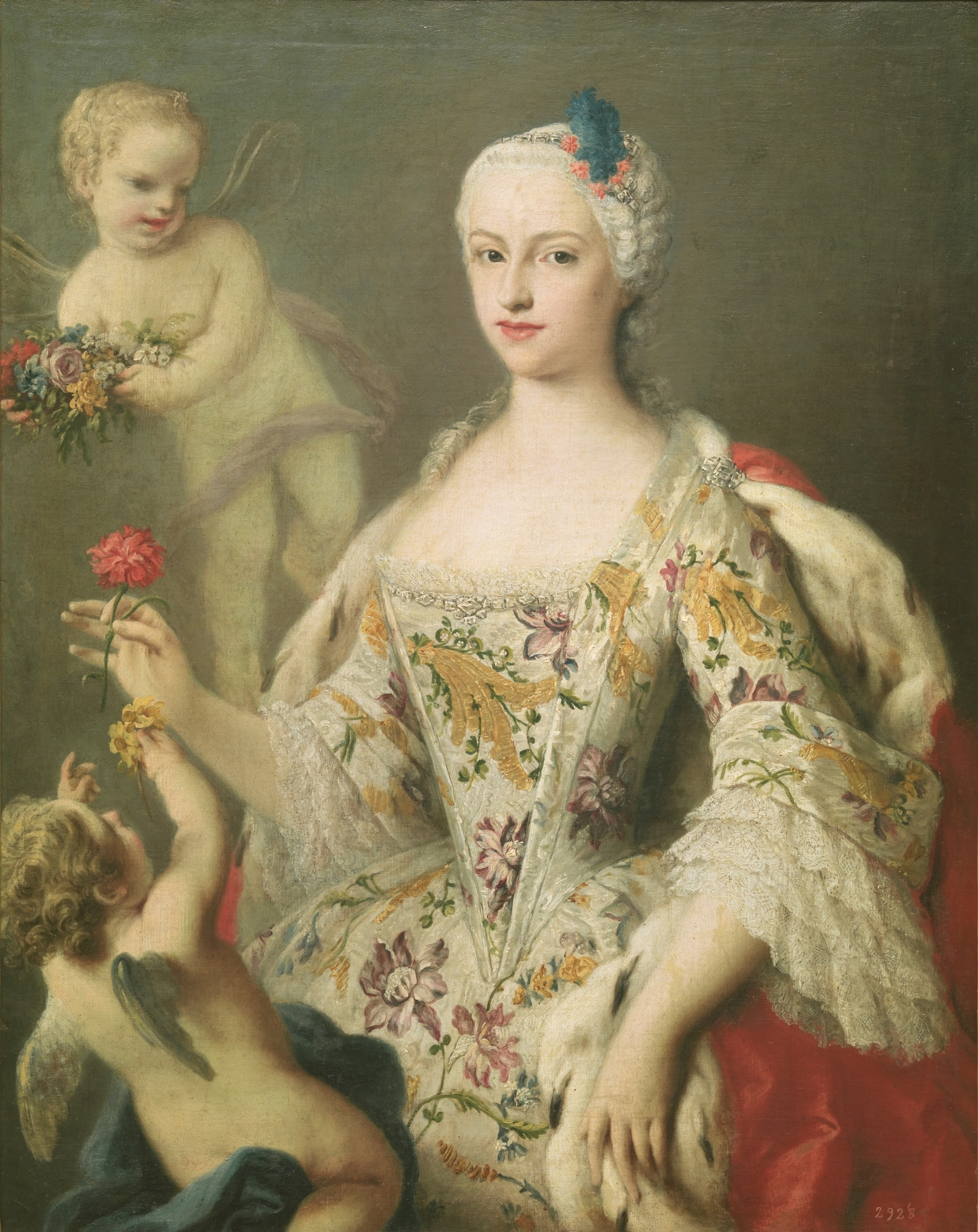
Marie-Antoinette d'Espagne en 1750

Marie-Antoinette d'Espagne est née à Séville en 1729. Elle est la plus jeune fille de Philippe V d'Espagne et de sa seconde épouse Élisabeth Farnèse. En tant que fille du roi d'Espagne, elle reçoit le titre d'infante et le conserve jusqu'à son mariage. C'est pour cette raison que la jeune princesse porte alors le prédicat d' « Altesse Royale ».
Ses frères règnent sur l'Espagne, Naples et la Sicile et le duché de Parme. Sa sœur, l'infante Marie-Thérèse épouse en 1745, le dauphin Louis, héritier de la couronne de France, mais meurt en couches dès l'année suivante quelques jours après leur père. La reine-douairière Elisabeth, femme ambitieuse, propose Marie-Antoinette comme seconde épouse pour le dauphin. La France, engagée dans la Guerre de succession d'Autriche, refusera cette proposition et choisira la princesse Marie-Josèphe de Saxe.
Le 31 mai 1750, Marie-Antoinette se marie à Oulx, près de Turin, avec le prince Victor-Amédée de Savoie, héritier du roi Charles-Emmanuel III de Sardaigne et de son épouse Polyxène Christine de Hesse-Rheinfels-Rotenburg. Il sera par la suite le roi Victor-Amédée III de Sardaigne.
Après son mariage, elle vit dans son pays adoptif et demeure au Palais royal de Turin. C'est là que naissent la plupart de ses enfants. À la mort de son beau-père Charles-Emmanuel III de Sardaigne en 1773, elle devient la nouvelle reine de Sardaigne. Bien qu'elle le soit restée seulement douze années, c'est l'un des plus longs règnes des reines de Sardaigne. Marie-Antoinette meurt au château de Moncalieri, près de Turin. Elle est enterrée à la basilique de Superga.

## Enfants

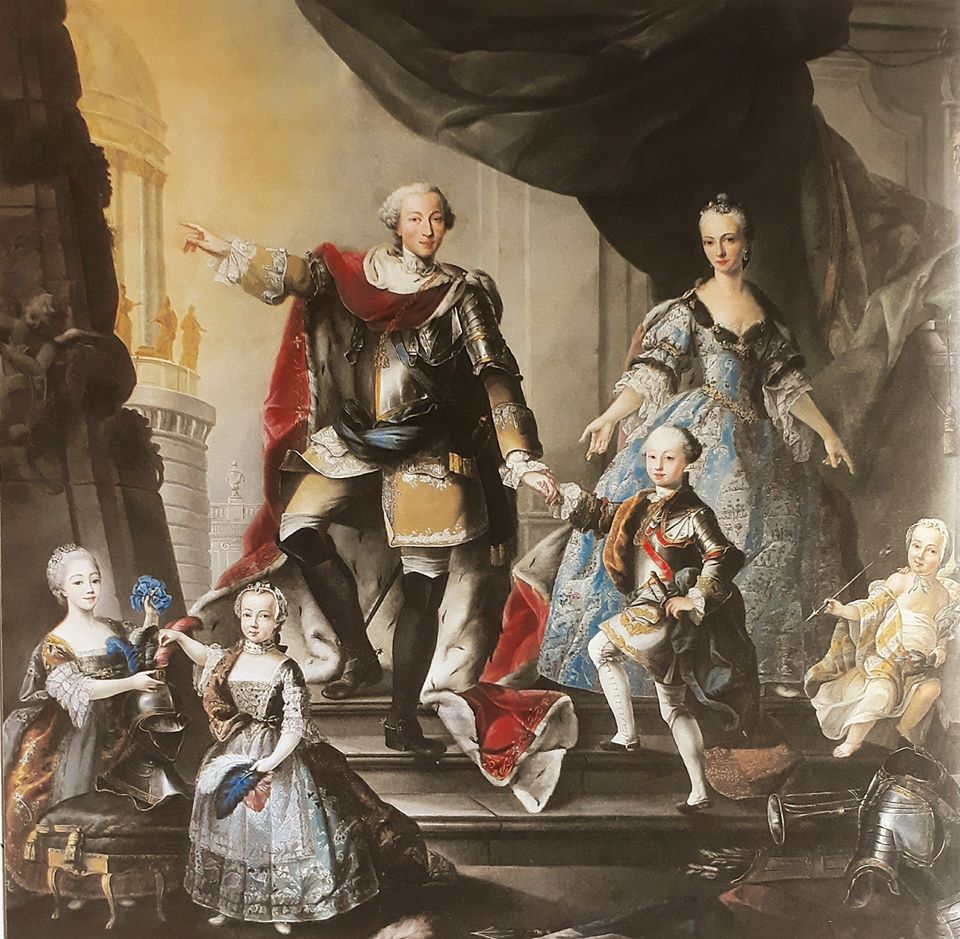
Portrait de la famille du prince de Piémont (1760)

Elle a douze enfants avec Victor-Amédée III :
1. Charles Emmanuel (1751-1819), qui succède à son père en 1796, marié en 1775 à Clotilde de France, sœur de Louis XVI,
2. Marie Élisabeth Charlotte, (1752-1753),
3. Marie Joséphine Louise (1753-1810), mariée en 1771 à Louis de France, comte de Provence, futur Louis XVIII de France (1755-1824),
4. Amédée Alexandre, duc de Montferrat (1754-1755),
5. Marie-Thérèse (1756-1805), mariée en 1773 à Charles-Philippe de France, comte d'Artois (1757-1836),
6. Marie-Anne (1757-1824), mariée en 1775 à son oncle Charles Maurice Benoît de Savoie, duc de Chablais (1741-1808),
7. Victor-Emmanuel (1759-1824) marié en 1789 à Marie-Thérèse de Modène (1773-1832), duc et roi en 1802,
8. Marie Christine Joséphine (1760-1768),
9. Maurice, duc de Montferrat, (1762-1799),
10. Caroline (1764-1782), elle épousa Antoine de Saxe (1755-1836),
11. Charles-Félix (1765-1831), qui devient roi de Sardaigne en 1821, marié en 1807 à Marie Christine de Naples et Sicile (1779-1849),
12. Joseph-Placide (1766-1802), comte de Maurienne (1796) et d'Asti (1796-1802).